# Willa przy ul. Litewskiej 11 w Poznaniu
Willa przy ul. Litewskiej 11 – willa zlokalizowana w Poznaniu, na Sołaczu, przy ul. Litewskiej 11.
Dom zbudowano w latach 1937-1938 na zlecenie inżyniera Władysława Markowskiego, a jego projektantem był Stefan Sawicki. Ma okazałą formę, m.in. portyk w wielkim porządku, wsparty na dwóch korynckich kolumnach. W zamurowanej wnęce, w początku XXI wieku odnaleziono dokumenty dotyczące budowy obiektu, z których wynikało, że kosztował on 32.023 złotych (kredyt), z czego 300 złotych było opłatą dla Sawickiego. W willi zamieszkiwali m.in. Jerzy Krasicki, Witold Staniewicz, Zygmunt Sitowski, a często gościła tu Kazimiera Iłłakowiczówna. Córka Markowskiego, Halszka, próbowała sprzedać dom za kolekcję bezcennych jakoby znaczków pocztowych, jednak do transakcji nie doszło, gdyż znaczki okazały się mało wartościowe.